# Erik Rance
 (août 2023).
Erik Rance, né le 15 novembre 1965 à Marseille (Bouches-du-Rhône), est un haut fonctionnaire français, axé dans le domaine de la protection sociale, devenu progressivement non-voyant de la naissance à 7 ans.

## Biographie

### Famille et études
Fils d'Axel Rance et de Chantal Caltreau, médecins (psychiatres) psychanalystes à Marseille, divorcés, et aujourd’hui décédés. Il grandit dans le quartier de Valmante. Il effectue ses études au Lycée Montgrand à Marseille où il obtient un baccalauréat C mention AB. Puis il part faire Science-Po Paris, promotion 1986. Il entre ensuite à l'ENA, dans la promotion Liberté-égalité-fraternité (1987-1989). Il est nommé administrateur civil à sa sortie de l'ENA. Il se marie en 1998 et le couple adopte en Arménie une fille, Victoria Loussiné, née en 2006. Il a un frère par adoption, Yannick Chaud-Rance, de formation ingénieur sécurité-environnement, né en 1976.

### Carrière professionnelle
De 1989 à 1993, il est Chef de Bureau au Ministère de la Fonction Publique, à Paris. Il est alors responsable du bureau de l’encadrement supérieur. Avec notamment dans ses missions, la tutelle de l’ENA.
De mars 1993 à février 1998, il est Responsable de Bureaux au Ministère de l'Emploi et de la Solidarité sociale, à Paris Il est alors responsable du bureau du financement des établissements sanitaires et médico-sociaux (notamment : de la gestion de la politique de maîtrise des dépenses d’assurance maladie dans les cliniques privées) puis responsable du bureau des retraites du régime général et des régimes alignés.
De mars 1998 à avril 2002, il est Sous-Directeur au Ministère de l'Agriculture et de la Pêche, à Paris. Il est alors sous-directeur de la protection sociale à la direction des exploitations, de la politique sociale et de l’emploi. Avec notamment dans ses missions, la gestion du budget annexe des prestations sociales agricoles, et la tutelle sur la Mutualité Sociale Agricole, qui gère la protection sociale des exploitants et salariés agricoles.
En 2002, Erik Rance est nommé membre de l'Inspection générale des affaires sociales.
De février 2003 à septembre 2004, il est Secrétaire Général Adjoint à la Commission de Contrôle des mutuelles et des institutions de prévoyance, à Paris. Avec notamment dans ses missions, l’organisation du contrôle sur 3 000 mutuelles et 80 institutions de prévoyance.
D’octobre 2004 à avril 2005, il mène une mission d’appui au Cabinet du Ministre de la Santé.
De juin 2005 à avril 2007, il est conseiller juridique au cabinet du ministre de la Santé, Xavier Bertrand, à Paris. Avec notamment dans ses missions, la conception du Décret n° 2006-1386 "relatif à l’interdiction de fumer dans des lieux publics", et l'amélioration du dispositif d'accès des personnes malades à l'assurance (AREA).
De mai 2007 à octobre 2011, il est Directeur Général de la Caisse autonome nationale de la sécurité sociale dans les mines.
D’octobre 2011 à mars 2017, il est directeur général de l'Office national d'indemnisation des accidents médicaux (O.N.I.A.M.). Erik Rance y gère notamment la nouvelle procédure d’indemnisation des victimes du médicament « Médiator » et obtient, par ailleurs, la première revalorisation du barème de l’indemnisation amiable des accidents médicaux (depuis la création de l’organisme en 2002).
En 2017, la Cour des comptes publie un rapport critiquant la gestion de l’O.N.I.A.M., ainsi que la réponse de l’organisme faisant valoir que certains des dysfonctionnements mentionnés étaient imputables à la jeunesse de l’organisme et à la multiplication des missions qui lui ont successivement été confiées en une dizaine d’années. Erik Rance quitte ses fonctions et rejoint l'Inspection Générale des Affaires Sociales (I.G.A.S.) comme inspecteur. Sa mauvaise gestion est constatée par la Cour de discipline budgétaire et financière qui le condamne en novembre 2020 à 50 000 € d'amende et 6 mois de prison avec sursis pour les principales raisons suivantes :
- Favoritisme, avec passation de marchés importants avec des avocats sans appel d'offres préalable ;
- Prise illégale d'intérêts, en ayant promu son neveu dans la fonction publique et lui avoir fait payer des formations, alors que ce neveu n'était pas le candidat le plus compétent pour le poste auquel il est promu[9],[6].

Peu avant sa condamnation, en mars 2020, il est promu inspecteur général à l'Inspection générale des affaires sociales. Il est notamment un des auteurs des rapports suivants :
- « Cartographie des productions de statistiques publiques dans les domaines de la santé et de la solidarité. »[10] (juin 2021).
- « Mission d'évaluation du congé parental d'éducation et de la prestation partagée d’éducation de l’enfant. »[11] (avril 2019).
- « Utilisation des produits phytopharmaceutiques. »[12] (décembre 2017).

## Décorations
- Chevalier de la Légion d'honneur (2017)
- Chevalier de l'ordre national du Mérite (2009)
- Officier de l'ordre du Mérite agricole (2009)
- Chevalier de l'ordre du Mérite agricole (2001)